# Africa a.F.r.I.c.A
Pour plus de détails, voir Fiche technique et Distribution.
Africa a.F.r.I.c.A est un court métrage d'animation sud-coréen réalisé par Han Tae-ho et sorti en 2004. Il mêle des éléments en dessin animé en deux dimensions et des éléments animés en images de synthèse.

## Synopsis
Dans le sud du Sahara, près d'un village dévasté par la famine et la pénurie d'eau potable, une petite fille revient chez elle avec son seau d'eau. Mais par accident elle renverse le seau, dont la précieuse eau se répand sur le sol. Il lui semble alors voir apparaître en l'air l'œil d'une gigantesque créature, une baleine. En versant pour elle la dernière goutte d'eau, la créature prend forme et sillonne le ciel, redonnant vie au paysage qui verdit et se repeuple d'animaux. La petite fille, entraînée sur le dos de la baleine, monte jusqu'au ciel où elle voit bondir dans les nuages des troupeaux d'animaux africains, girafes, éléphants, rhinocéros, gazelles. La baleine redescend progressivement, puis disparaît, laissant de nouveau place au soleil aveuglant sur la steppe aride. Ce n'était qu'une apparition. La petite fille ramasse son seau vide et poursuit son trajet dans la steppe, où se dessine en creux l'image du corps d'une baleine.

## Fiche technique
- Titre : Africa a.F.r.I.c.A
- Réalisation : Han Tae-ho
- Studio de production : Dongwoo Animation
- Pays :  Corée du Sud
- Langue : coréen
- Format : couleur
- Durée : 10 minutes
- Date de sortie : 2004 (Tokyo International Animation Fair)

## Récompenses
Africa a.F.r.I.c.A remporte le Grand Prix au Tokyo International Animation Fair en 2004. Le film est utilisé pour des campagnes humanitaires contre la famine en Afrique.